# Comuna Boțești, Argeș
Boțești este o comună în județul Argeș, Muntenia, România, formată din satele Boțești (reședința) și Moșteni-Greci.

## Așezare
Comuna se află în extremitatea estică a județului, în Podișul Cândești, la limita cu județul Dâmbovița, pe cursul superior al Cârcinovului. Este străbătută de șoseaua județeană DJ702, care o leagă spre sud de Dobrești, Beleți-Negrești, Priboieni și Topoloveni (unde se termină în DN7), și spre nord-est în județul Dâmbovița de Cândești.

## Demografie
Componența etnică a comunei Boțești
     Români (92,56%)
     Alte etnii (0%)
     Necunoscută (7,44%)
Componența confesională a comunei Boțești
     Ortodocși (91,79%)
     Alte religii (0%)
     Necunoscută (8,21%)
Conform recensământului efectuat în 2021, populația comunei Boțești se ridică la 1.035 de locuitori, în scădere față de recensământul anterior din 2011, când fuseseră înregistrați 1.207 locuitori. Majoritatea locuitorilor sunt români (92,56%), iar pentru 7,44% nu se cunoaște apartenența etnică. Din punct de vedere confesional, majoritatea locuitorilor sunt ortodocși (91,79%), iar pentru 8,21% nu se cunoaște apartenența confesională.

## Politică și administrație
Comuna Boțești este administrată de un primar și un consiliu local compus din 9 consilieri. Primarul, Nicolae-Mihai Bundă[*], de la Partidul Social Democrat, este în funcție din octombrie 2020. Începând cu alegerile locale din 2024, consiliul local are următoarea componență pe partide politice:
|  | Partid                          | Consilieri | Componența Consiliului | Componența Consiliului | Componența Consiliului | Componența Consiliului |
|  | ------------------------------- | ---------- | ---------------------- | ---------------------- | ---------------------- | ---------------------- |
|  | Partidul Social Democrat        | 4          |                        |                        |                        |                        |
|  | Alianța Dreapta Unită           | 2          |                        |                        |                        |                        |
|  | Partidul Național Liberal       | 2          |                        |                        |                        |                        |
|  | Alianța pentru Unirea Românilor | 1          |                        |                        |                        |                        |

## Istorie
La sfârșitul secolului al XIX-lea, comuna făcea parte din plasa Dâmbovița-Dealu a județului Dâmbovița și era formată din satele Cândeștii din Deal, Boțești și Greci, având în total 1515 locuitori. Existau în comună opt mori de apă, trei biserici și o școală mixtă cu 30 de elevi. Anuarul Socec din 1925 o consemnează în plasa Voinești a aceluiași județ, având 2231 de locuitori în satele Cândeștii din Deal, Boțești, Greci și Valea Mare.
În 1950, comuna a fost transferată raionului Topoloveni din regiunea Argeș,iar din 1961 raionului Găești din aceeași regiune. În 1968, a trecut la județul Argeș, satul Cândești-Deal și satul V.Mare rămânând în județul Dâmbovița la comuna Cândești.